# Specijalna antiteroristička jedinica (Srbija)
Specijalna antiteroristička jedinica (srpski: Специјална Антитерористичка Јединица) ili skraćeno SAJ, je jedinica specijalne policije Republike Srbije. Područje djelovanja ove jedinice veže se isključivo za protuterorističku borbu na kopnu, u vodi i zraku.

## Povijest
Uspostavljena je za vrijeme SFRJ, i to 13. svibnja 1978. godine. Ideja o osnivanju ovakve jedinice proizašla je iz toga što su u to vrijeme na području Europe djelovale nasilne paravojne skupine poput IRA-e, ETA-e i ostalih.
Prvi zapovjednik postrojbe bio je Miloš Bujenović, a prvo središte je bilo u policijskoj postaji na Novom Beogradu.

## SAJ danas
Središte postrojbe je u Batajnici, naselju u beogradskoj općini Zemun. 
SAJ se sastoji od četiri tima ("A", "B", "C" i "D"). Timovi "A" i "B" specijalno su obučeni za talačke krize, rješavanje situacija koje se odvijaju u prometu (zračni promet, cestovni promet, pomorski promet i dr.), provaljivanje u objekte i stambene prostore, neutraliziranje teško i lako naoružanih napadača. Tim "C" je specijalno obučen za snajperske zadaće, ronilačke misije, zadatke koji uključuju protuminsko i protueksplozijsko djelovanje i zaštitu od biološko-kemijskih sredstava. "D" tim je obučen za zaštitu trećih osoba (VIP zaštitu), zaštitu objekata i važnih događaja te vatrenu podršku.

## Oprema
| Model oružja        | Vrsta oružja                 |
| ------------------- | ---------------------------- |
| M4 (karabin)        | Jurišna puška                |
| SIG SG 552          | Jurišna puška                |
| Zastava M21         | Jurišna puška                |
| Sako TRG            | Snajperska puška             |
| Heckler & Koch MP5  | Automatsko streljačko oružje |
| Benelli M4 Super 90 | Poluautomatska sačmarica     |
| Zastava CZ 99       | Poluautomatski pištolj       |
| Glock 17            | Poluautomatski pištolj       |